# Spathiphyllum schomburgkii
Spathiphyllum schomburgkii är en kallaväxtart som beskrevs av Heinrich Wilhelm Schott. Spathiphyllum schomburgkii ingår i släktet Spathiphyllum och familjen kallaväxter. Inga underarter finns listade.